# Ури (Чад)
Ури (фр. Ouri) — деревня в Чаде, расположенная на территории региона Борку. Входит в состав департамента Борку-Яла. Население составляют представители субэтнической группы теда народа тубу.

## География
Деревня находится в северной части Чада, в пределах северо-восточной части плоскогорья Тибести, на высоте 797 метров над уровнем моря.
Ури расположен на расстоянии приблизительно 1134 километров к северо-востоку от столицы страны Нджамены.
Климат деревни характеризуется как аридный жаркий (BWh в классификации климатов Кёппена).

## Достопримечательности
В первой половине XX века в окрестностях Ури были открыты древние наскальные изображения различных полорогих, жирафов, быков, страусов и людей, вооружённых луками.